# Guillaume Marie Anne Brune
Guillaume-Marie-Anne Brune (13. března 1763, Brive-la-Gaillarde, Corrèze – 2. srpna 1815, Avignon, zavražděn) byl maršál Francie doby Prvního císařství.

## Život
Brune, syn královského advokáta, chtěl v Paříži studovat práva, když však vypukla revoluce roku 1789, přijal její ideály a stal se členem Klubu kordelierů a osobním přítelem Dantona. Mezitím se stal příslušníkem pařížské Národní gardy a roku 1790 založil nevelkou tiskárnu, které se o rok později vzdal ve prospěch armády a uveřejňoval v ní politické propagační letáky. Ač nebyl asi zcela bez viny na zářijových masakrech roku 1792, pověst o jeho podílu na bestiální vraždě princezny Lamballové, rozšířená v monarchistických kruzích, je zcela jistě nepravdivá.

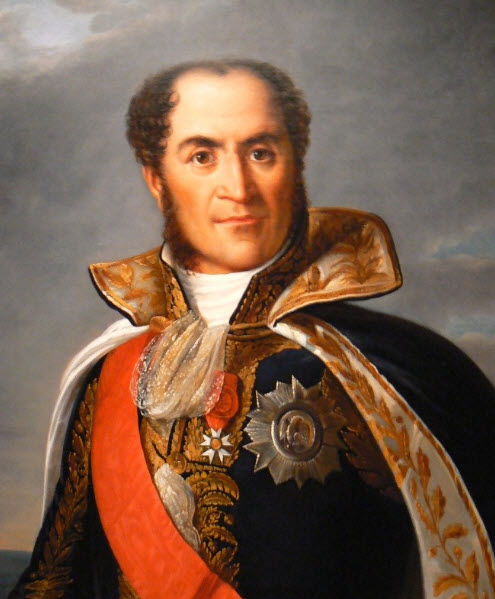
Guillaume Marie-Anne Brune

Roku 1792 působil jako civilní komisař v Belgii a roku 1793 jako generální adjutant v hodnosti plukovníka při Severní armádě, s kterou pak bojoval ve Vendée. V hodnosti brigádního generála bojoval v bitvě u Hondschoote (8. září 1793) pod Houchardem a pomáhal při potlačení povstání royalistických pařížských sekcí 13. vendémiairu 1795 (vrchním velitelem byl Napoleon Bonaparte). V italském tažení 1796–1797 bojoval pod Massénou a vyznamenal se v bitvě u Rivoli (14. a 15. ledna 1797) a poté obdržel velení divize. O rok později dostal rozkaz k obsazení Švýcarska, který splnil rychlým strategicky bezchybným tažením. Poté, co v únoru 1798 přijel do Lausanne, vedl jednání s bernskou vládou a současně připravoval útok. Již 6. března obsadil Bern a zadržel státní poklad. Později byl obviňován ze zpronevěry jeho části a to bylo možná i příčinou nepříliš vstřícného vztahu Napoleona k jeho osobě. Generál Brune pak 19. března 1798 proklamoval vznik Helvetské republiky, která přežívala dalších 5 let. Roku 1799 byl jmenován vrchním velitelem armády v Batávské republice, porazil rusko-anglické invazní síly pod velením vévody z Yorku 19. září u Bergenu a 6. října u Beverwijku a přinutil je ke kapitulaci v Alkmaaru a vyklizení Holandska. Po 18. brumaire byl Napoleonem Bonapartem poslán do Vendée a tam „více srdcem než ocelí“ společně s Gabrielem Hédouville ukončil občanskou válku. V srpnu 1800 převzal vrchní velení italské armády, překročil v prosinci Mincio a v lednu 1801 obsadil Vicenzu a Rovereto. 16. ledna 1801 uzavřel příměří s hrabětem von Bellegarde v Trevisu, příměří bylo pak vystřídáno Lunevillským mírem. Roku 1802 stal se předsedou bezpečnostního výboru Státní rady a mezi léty 1803 až 1805 byl vyslancem Francie v Turecku. Roku 1804 stal se maršálem Francie. Roku 1806 byl jmenován generálním guvernérem hanzovních měst a pověřen velením armády ve švédském Pomořansku. Roku 1807 přijal kapitulaci dosud obleženého Stralsundu a ostrova Rujany. Jeho schůzka s králem Gustavem IV., Adolfem Švédským, který jej neúspěšně přemlouval ke spolupráci s Bourbony, vzbudila nelibost Napoleonovu, Brune byl odvolán z velení a postaven mimo službu. Nepřidal se po restauraci k Bourbonům a po návratu Napoleona z Elby se okamžitě připojil k němu. Byl jmenován pairem a pověřen velením Varské armády s velitelstvím v Toulonu. Úspěšně vzdoroval Rakušanům a kapituloval až měsíc po druhém pádu Napoleona.
Při cestě do Paříže byl v Avignonu 2. srpna 1815 zavražděn fanatickými monarchisty a jeho mrtvola byla vhozena do Rhôny. Maršálka Bruneová věnovala veškerou energii dalších 14 let, než přemohla neochotu monarchistických kruhů k vedení procesu s vrahy Bruneovými. Teprve roku 1829 byl vrah Guidon odsouzen v nepřítomnosti k trestu smrti a poté byly ostatky maršálovy pohřbeny k definitivnímu odpočinku na hřbitově v Saint-Just-Sauvage. Svým strašným způsobem smrti a statečným jednáním těsně před ní se stal maršál Brune jedním z hlavních martyrů Napoleonské legendy.